# Vapula
Vapula ili Nephula, u demonologiji, šezdeseti demon Goecije, s titulom vojvode, koji zapovijeda nad trideset i šest legija. Pojavljuje se u obliku lava s grifonovim krilima. Podučava ljude vještini izrade ručnih predmeta i zaštitnik je takvih profesija. Također, podučava filozofiji i znanostima.